# Eucoptocnemis sordida
Eucoptocnemis sordida là một loài bướm đêm trong họ Noctuidae.